# 124
124 рік — високосний рік, що почався в суботу за григоріанським календарем. 
Римська імперія •  Парфянське царство •  Кушанське царство •  Східна Хань •  Сармати

## Геополітична ситуація
Римську імперію очолює імператор Адріан (до 138). Імперія  займає Апеннінський, Піренейський та Балканський півострови, Галлію, частину Британії, Близький Схід, Північну Африку включно з Єгиптом. 
Наймогутніша держава центральної Азії — Парфянське царство. Наймогутніша держава Індостану — Кушанське царство. Династія Хань править у Китаї.  Корейський півострів ділять між собою Три корейські держави. 
Триває докласичний період цивілізації мая.
На території майбутньої України, в степах Причорномор'я, кочують сармати, північніше — племена Черняхівської культури.

## Події

### Римська імперія

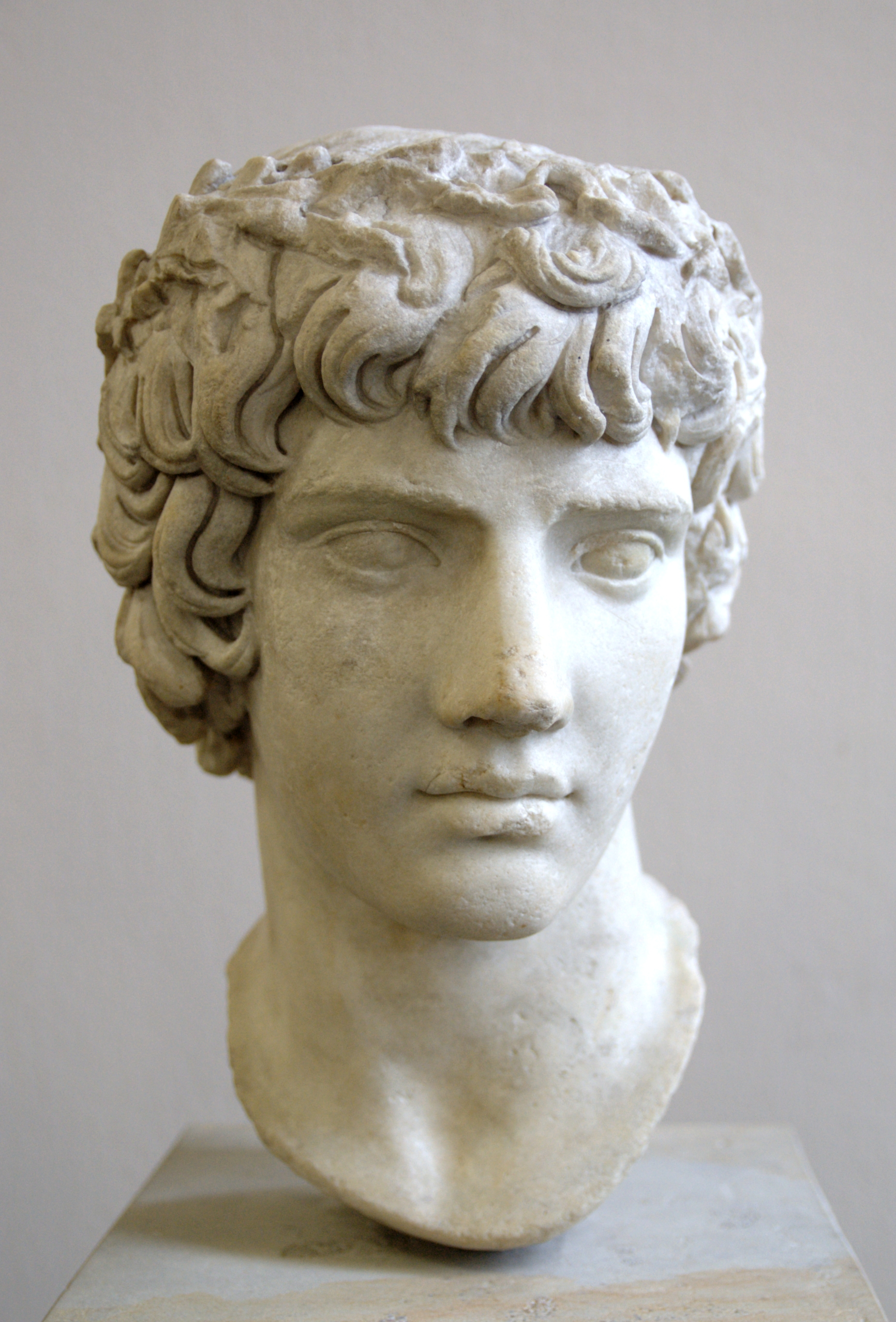
Скульптурний портрет Антиноя

- Римськими консулами були Маній Ацил Глабріон та Гай Беліцій Флак Торкват Тебаніан.
- Зимою та весною римський імператор Адріан відвідував Віфінію[1].
- Адріан познайомився з хлопчиком Антиноєм, ймовірно в Клавдіополі[1].
- Улітку Адріан разом з ритором і філософом Полемоном Лаодікейським відвідав Азію[1].
- У вересні Адріан зупинився на Родосі, звідки вирушив до Афін, де вперше взяв участь в Елевсинських містеріях[1].
- Восени Адріан перебував у Мегарі, потім відвідав Пелопонес, де головував на Немейських іграх[1].
- В Афінах почалася перебудова Храму Зевса Олімпійського.

### Азія
- У Західних Кшатрапах закінчилось правління царя Нагапани.
- Шаньюйєм південних хунну став Ба.
- Сяньбі вчинили набіг на хунну.

## Померли
- Марк Анній Вер (претор) — батько Марка Аврелія.
- Нахапана — правитель Західних Кшатрапів.